# Naken, blästrad och skitsur
Naken, blästrad och skitsur är göteborgsgruppen Loks debutalbum från 1999. 

## Låtlista
1. Lokpest - 2.13
2. Skrubbsår - 2.45
3. Låt 3ton - 4.21
4. LOK står när de andra faller - 2.25
5. Passa dig - 1.32
6. Barnbok - 5.11
7. Ensam Gud - 2.25
8. Experiment - 3.18
9. Hem till gården - 3.42
10. Tommys ponny (Bröderna Cartwright) - 2.39
11. Som en hund - 3.53
12. Natten till imorgon (Den här är till dig) - 6.04